# Erythroxylum shatona
Erythroxylum shatona är en tvåhjärtbladig växtart som beskrevs av Macbride. Erythroxylum shatona ingår i släktet Erythroxylum och familjen Erythroxylaceae. Inga underarter finns listade i Catalogue of Life.